# André Boucourechliev
André Boucourechliev (Sofía, Bulgaria, 28 de julio de 1925 - París, 13 de noviembre de 1997) fue un compositor francés de origen búlgaro.

## Biografía
Estudió composición en Sofía, luego en la École Normale de Musique de París. Trabajó en el Domaine Musical en Francia, en Milán y en el 
Groupe de Recherches Musicales (GRM) de París. Fue también profesor del Conservatorio de París, reemplazando a Olivier Messiaen, así como en la Universidad de Aix-en-Provence.
Sus primeras obras fueron electroacústicas. Su obra se caracteriza por una libertad otorgada a los intérpretes de escoger secuencias predefinidas obligando así a una escucha recíproca: Archipel (1967-70), Anarchipel (1970), Ombres (1970) en la cual el material está formado por extractos de los cuartetos de Beethoven. Trabajó también con la voz y sus modulaciones deformadas luego de mezclas en cinta magnética (Thrène, 1974).
Ha escrito obras musicológicas sobre Robert Schumann, Claude Debussy, Beethoven y Stravinski.

## Distinciones
- Grand Prix Musical de la Ville de Paris, 1976;
- Grand Prix National de la Musique, 1984;
- Commandeur des Arts et des Lettres;
- Chevalier de la Légion d'honneur;

## Escritos
- Schumann, 1956 (en francés), 1959 (inglés);
- Chopin: eine Bildbiographie, 1962 (alemán), 1963 (inglés);
- Beethoven, 1963 (francés);
- Stravinsky, 1982 (francés), 1987 (inglés);
- Essai sur Beethoven, 1991;
- Le langage musical, 1993;
- Dire la musique, 1995;
- Regards sur Chopin, 1996.